# Heteromysis longiloba
Heteromysis longiloba är en kräftdjursart som beskrevs av Hanamura och Kase 200. Heteromysis longiloba ingår i släktet Heteromysis och familjen Mysidae. Inga underarter finns listade i Catalogue of Life.